# Liophis atraventer
Liophis atraventer este o specie de șerpi din genul Liophis, familia Colubridae, descrisă de Hugh Neville Dixon și Thomas 1985. A fost clasificată de IUCN ca specie vulnerabilă. Conform Catalogue of Life specia Liophis atraventer nu are subspecii cunoscute.